# Evistias
Evistias is een monotypisch geslacht van straalvinnige vissen uit de familie van harnashoofdvissen (Pentacerotidae).

## Soort
- Evistias acutirostris (Temminck & Schlegel, 1844)